# Manlio Argenti
Manlio Argenti (La Spezia, 5 settembre 1919 – La Spezia, 30 gennaio 2011) è stato un pittore italiano.

## Biografia
Dopo gli studi magistrali, si dedica alla pittura e contemporaneamente alla professione musicale quale violinista suonando in Italia e all'estero. 
Autodidatta nell'arte, che ha iniziato sin da giovane, Manlio Argenti ha frequentato un corso alla Scuola di Nudo presso l'Accademia di Belle Arti di Carrara, sotto la direzione artistica di Antonio Berti. Inizia a partecipare attivamente alla vita artistica italiana dal 1935, parallelamente alla professione orchestrale.
Arriva a esporre in numerose mostre e rassegne italiane ed estere.  
Il 30 gennaio 2011 viene trovato senza vita nella sua casa-atelier. Le sue opere si trovano in collezioni pubbliche e private, italiane ed estere.

## Alcune mostre
- 1985 "Arte Visiva"  - Manlio Argenti - Claudio Barontini - Antonio Vinciguerra - Enzo Neri - Renato Ciuffardi-[Angel Escobar -Paolo Francesconi - Ceparana Sala Espos.  Linea Lux
- 1989 "Tracce mediterranee"  - Manlio Argenti - Arturo Carmassi - Paolo De Nevi - Emiliano Santoni - Mario Schifano a La Spezia
- 2005 "Manlio Argenti Opere 1937 - 2005"  - Personale - Palazzina delle Arti, La Spezia